# Rie Kanetō
Rie Kanetō (金藤 理絵?, Kanetō Rie; Hiroshima, 8 settembre 1988) è un'ex nuotatrice giapponese campionessa olimpica nei 200 metri rana alle Olimpiadi di Rio de Janeiro 2016.

## Palmarès
- Giochi olimpici

Rio de Janeiro 2016: oro nei 200m rana.
- Mondiali in vasca corta

Doha 2014: argento nei 200m rana.
- Giochi PanPacifici

Gold Coast 2014: argento nei 200m rana.
- Giochi asiatici

Incheon 2014: argento nei 200m rana.
- Universiadi

Bangkok 2007: argento nei 200m rana.
Belgrado 2009: oro nei 200m rana.

## Riconoscimenti
- Pacific Rim Swimmer of the Year: 2016